# KK Zlatibor
O Košarkaški klub Zlatibor (em sérvio:  Кошаркашки клуб Златибор), conhecido também apenas como Zlatibor, é um clube de basquetebol baseado em Čajetina, Sérvia que atualmente disputa a KLS. Manda seus jogos no Hala "Wai Tai Zlatibor.

## Histórico de Temporadas
| Temporada | Nível | Liga  | Pos. | J     | PL  | Resultado         |
| --------- | ----- | ----- | ---- | ----- | --- | ----------------- |
| 2013-14   | 3     | 1.MRL | 9    | 11-15 |     |                   |
| 2014-15   | 3     | 1.MRL | 1    | 24-2  |     | Promovidocampeão  |
| 2015-16   | 2     | 2.MLS | 7    | 14-12 |     |                   |
| 2016-17   | 2     | 2.MLS | 1    | 22-4  |     | Promovidocampeão  |
| 2017-18   | 1     | KLS   | 4    | 16-10 | 0-3 | Quartas de finais |
| 2018-19   | 1     | KLS   | 5    | 15-11 |     |                   |

fonte:eurobasket.com

## Títulos

### Competições domésticas
- Liga Sérvia de Basquetebol (segunda divisão)

Campeão (1): 2016-17
- Liga Sérvia de Basquetebol (terceira divisão)

Campeão (1): 2014-15